# Байдівка
Ба́йдівка — село в Україні, у Шульгинській сільській громаді Старобільського району Луганської області. Орган місцевого самоврядування з 2019 року — Шульгинська сільська громада, до 2019 року — Байдівська сільська рада.

## Географія
Село розташоване на берегах річки Айдар, за 14 км від районного центру. Через село проходить автошлях H 21.
Сусідні населені пункти:

## Назва

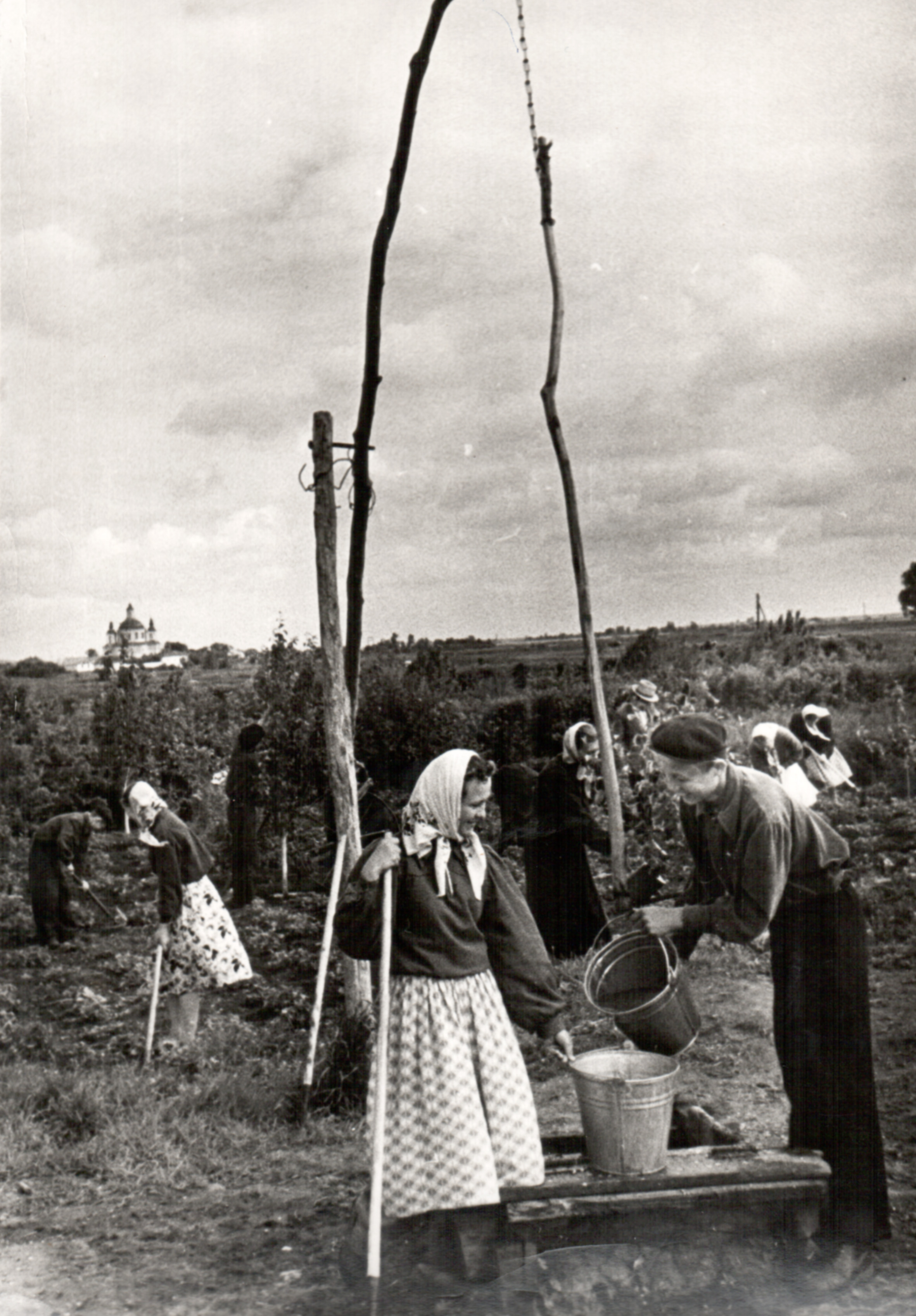
Криниця-журавель у селі Байдівка. Зліва удалині Хресто-Воздвиженська церква

За однією версією назва села походить від українського слова «байда», що має декілька значень (окраєць хліба, гуляка, безтурботна людина, гульвіса, козак). Але вибір назви змотивований тим, що перші поселенці були з правобережжя України. За іншою версією назва населеного пункту походить від імені Дмитра Байди-Вишневецького, який у 1559 році здобув перемогу у битві з кримсько-татарським військом на річці Айдар.
За твердженням російського історика кінця ХІХ ст. В. П. Семенова, слобода спочатку називалася Байдаківкою. Цей топонім ймовірно походить від «байдака» — козацького човна у запорожців.

## Історія
Байдівка була заснована в 1822 році.
На околицях села виявлено 5 пам'яток бронзової доби.
Байдівка лежить на давньому шляху в Московщину, який має народну назву «Гетьманський шлях».
Село виникло на початку XVIII століття, проте на його околицях було знайдено рештки 5 поселень бронзової доби. 
Основне населення села складали українські (з Правобережжя) та російські (з центральних губерній Росії) селяни.
В другій половині XIX століття в селі мешкало близько 3 тис. осіб.
Під час другого Голодомору, організованого радянською владою у 1932—1933 роках, село було занесено на Чорну дошку, голодною смертю загинуло 384 особи. В пам'ять про загиблих від голоду в селі був встановлений пам'ятний хрест.

## Населення
Кількість населення Байдівки змінюється в бік зменшення. За даними перепису населення 2001 року, у селі мешкало 1184 осіб. Мовний склад населення села був таким: україномовні - 1130 осіб, російськомовні - 48 осіб, білоруськомовні - 2 особи. В 2010 році у селі проживало 1200 осіб. На момент 2021 року в селі проживає 934 особи.

### Мова
Розподіл населення за рідною мовою за даними перепису 2001 року:
| Мова            | Кількість | Відсоток |
| --------------- | --------- | -------- |
| українська      | 1133      | 95.69%   |
| російська       | 48        | 4.05%    |
| білоруська      | 2         | 0.17%    |
| інші/не вказали | 1         | 0.09%    |
| Усього          | 1184      | 100%     |

## Освіта
У селі діє Байдівська філія Шульгинського ліцею з українською мовою навчання. На будівлі школи встановлено меморіальну дошку на честь уродженця села, учасника німецько-радянської війни Петра Болота (1909—1966).

## Релігія
У селі діє парафія Свято-Хресто-Воздвиженського храму УПЦ МП.  Храм засновано у 1819 р., збудовано у 1844 р. При церкві є недільна школа, у якій навчається близько 30 дітей.
У 1980 році храм був визнаний пам'яткою архітектури місцевого значення. 
Поруч храмом розташований меморіал в честь односельців, що загинули у другій Світовій війні. 

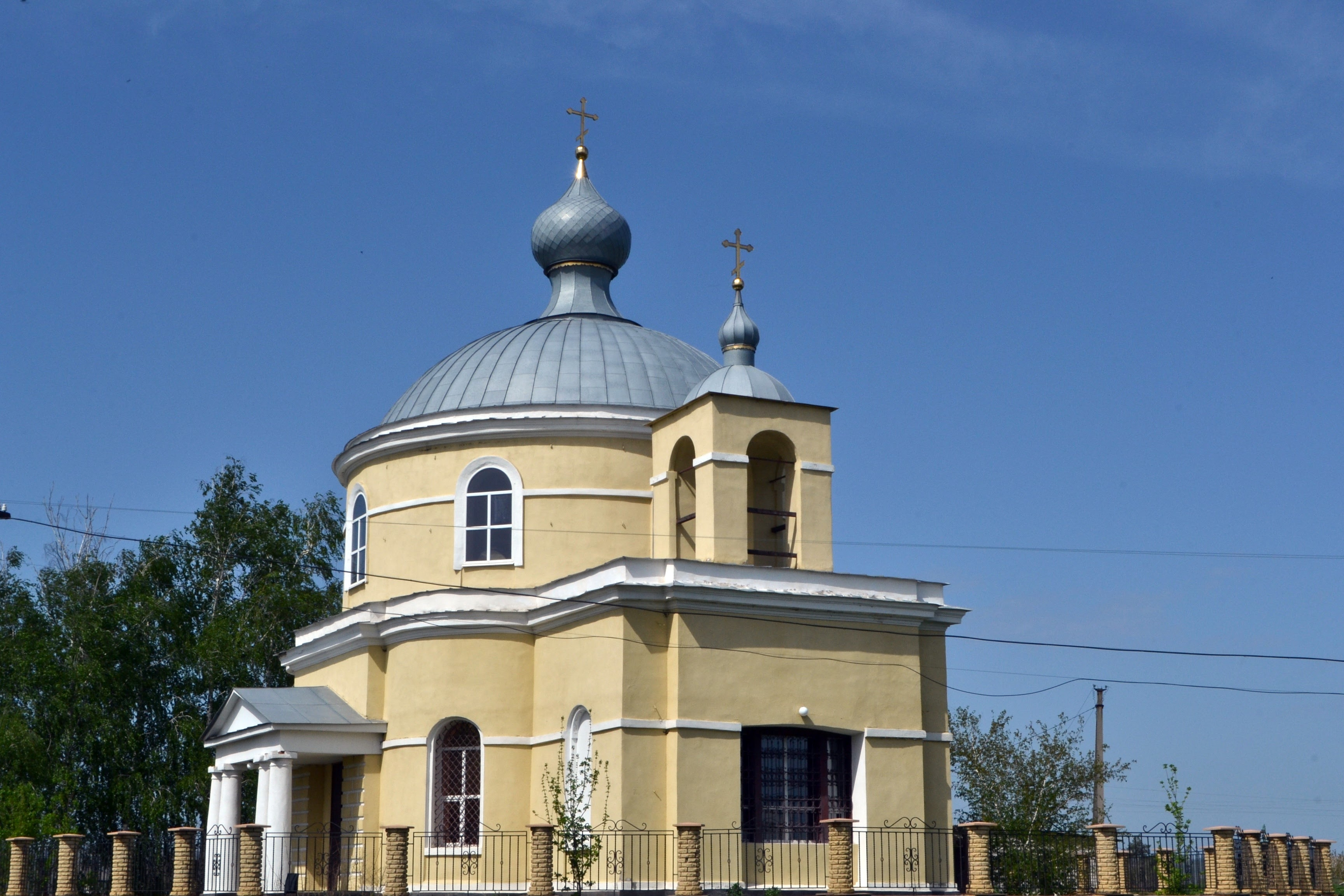
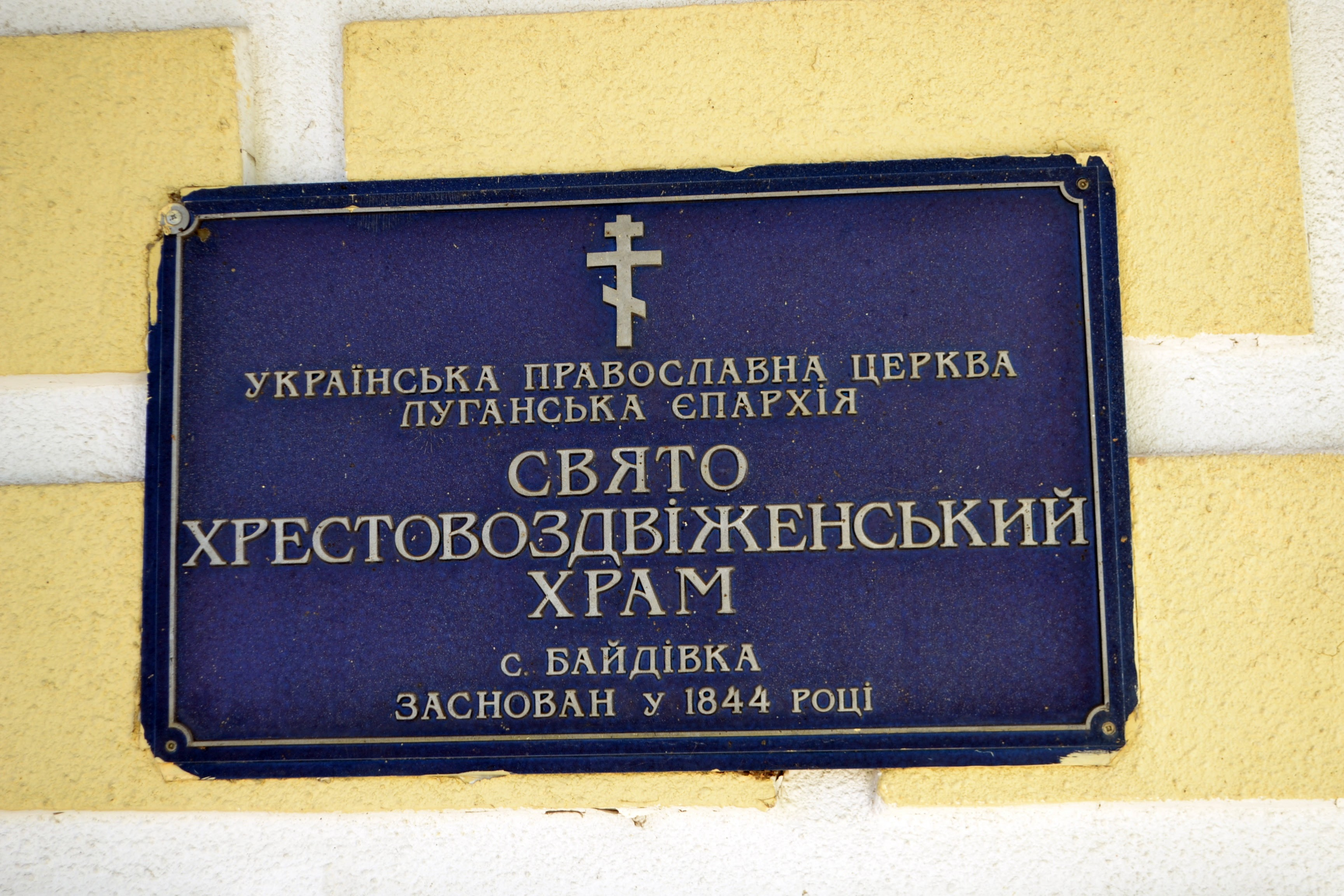
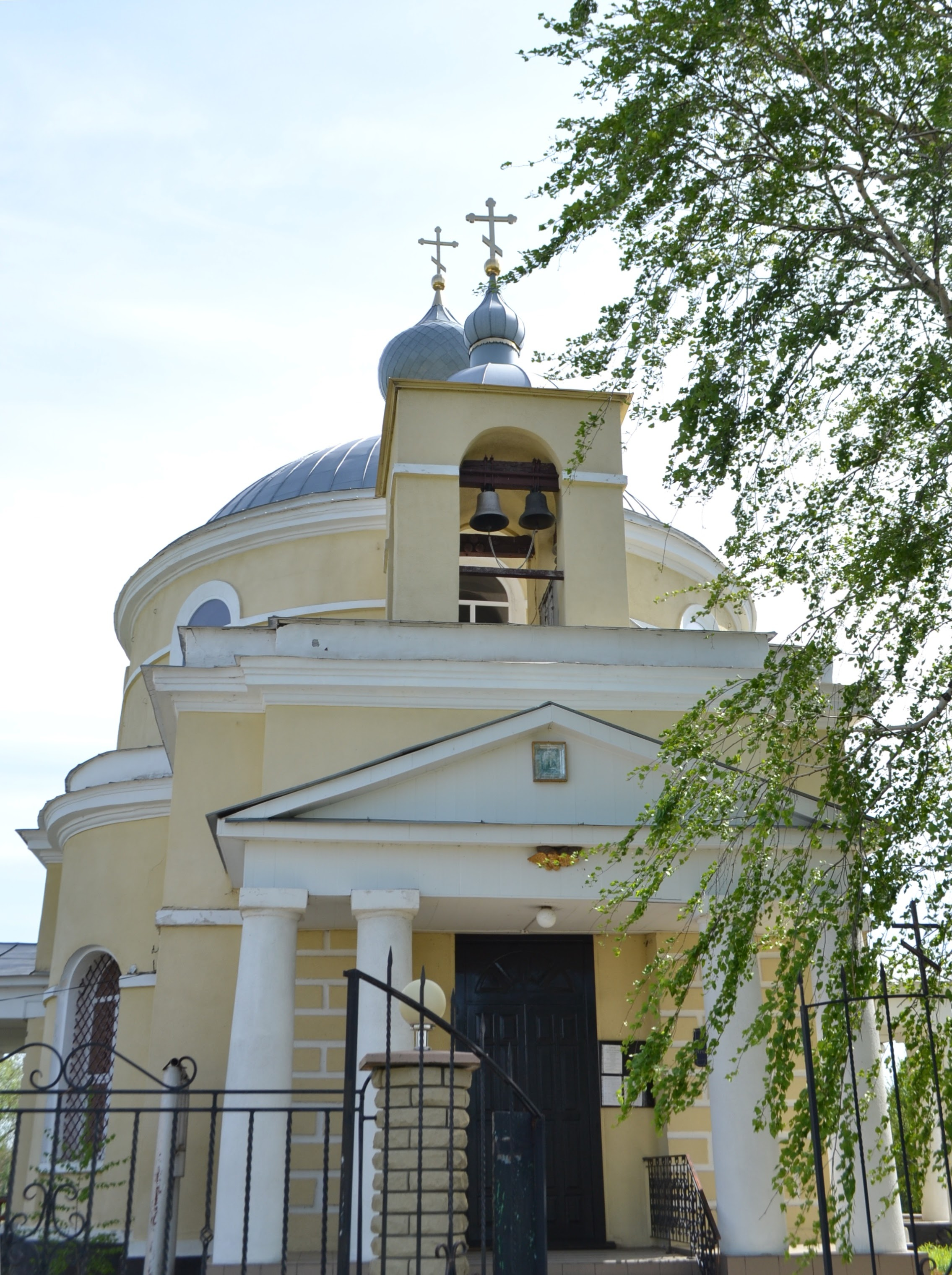
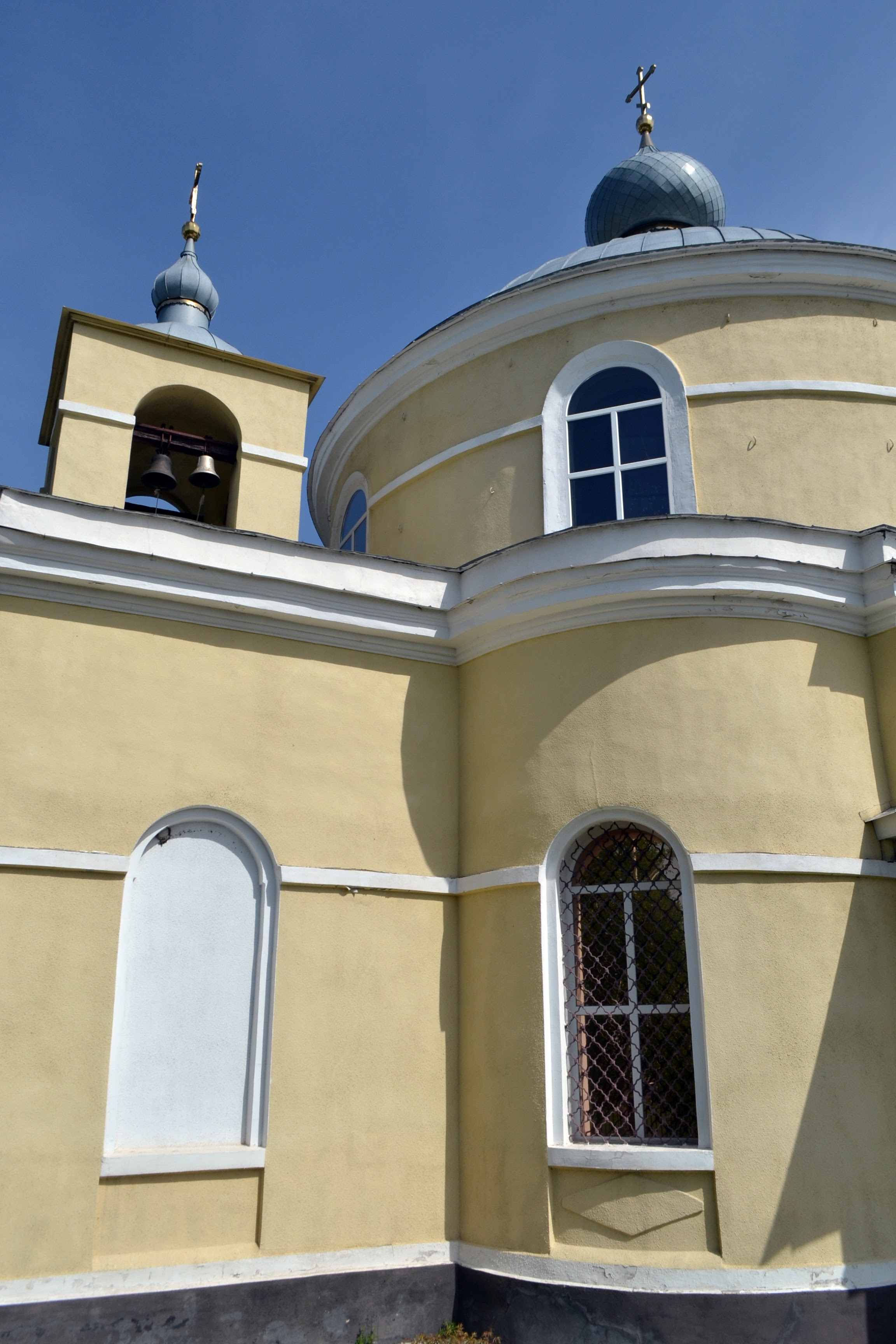

- Храм - серце села. Байдівська філія Половинкинської загальноосвітньої школи І-ІІІ ступенів. Архів оригіналу за 3 серпня 2020. Процитовано 5 травня 2020.

## Фольклор
У селі записані побутові пісні «А учора у вечері случилася біда, молодая дівчинонька зчарувала козака», «Росте жито зелененьке», «Ой доле моя доля, та яка ж ти нещасна», «Ой у полі озеречко».

## Відомі люди
У селі працювала бібліотекарем Надія Світлична.
- Криль Степан Валерійович (1992—2019) — старший матрос Збройних сил України, учасник російсько-української війни.

## Також
- Перелік населених пунктів, що постраждали від Голодомору 1932-1933, Луганська область

## Згадки у ЗМІ
Вербна неділя